# موآی نوک‌پهن
موآی نوک‌پهن یا موآی پاستبر (نام علمی: Euryapteryx curtus) نام یک گونه منقرض شده از راسته موآ است. این گونه منقرض شده در جزیره شمالی و جزیره جنوبی نیوزیلند در نیوزیلند و جزیره استیوارت زندگی می‌کرده است. زیستگاهش زمین‌های کم‌ارتفاع در جنگل‌ها، مرداب‌ها و چمنزارها بوده است.

## نگارخانه

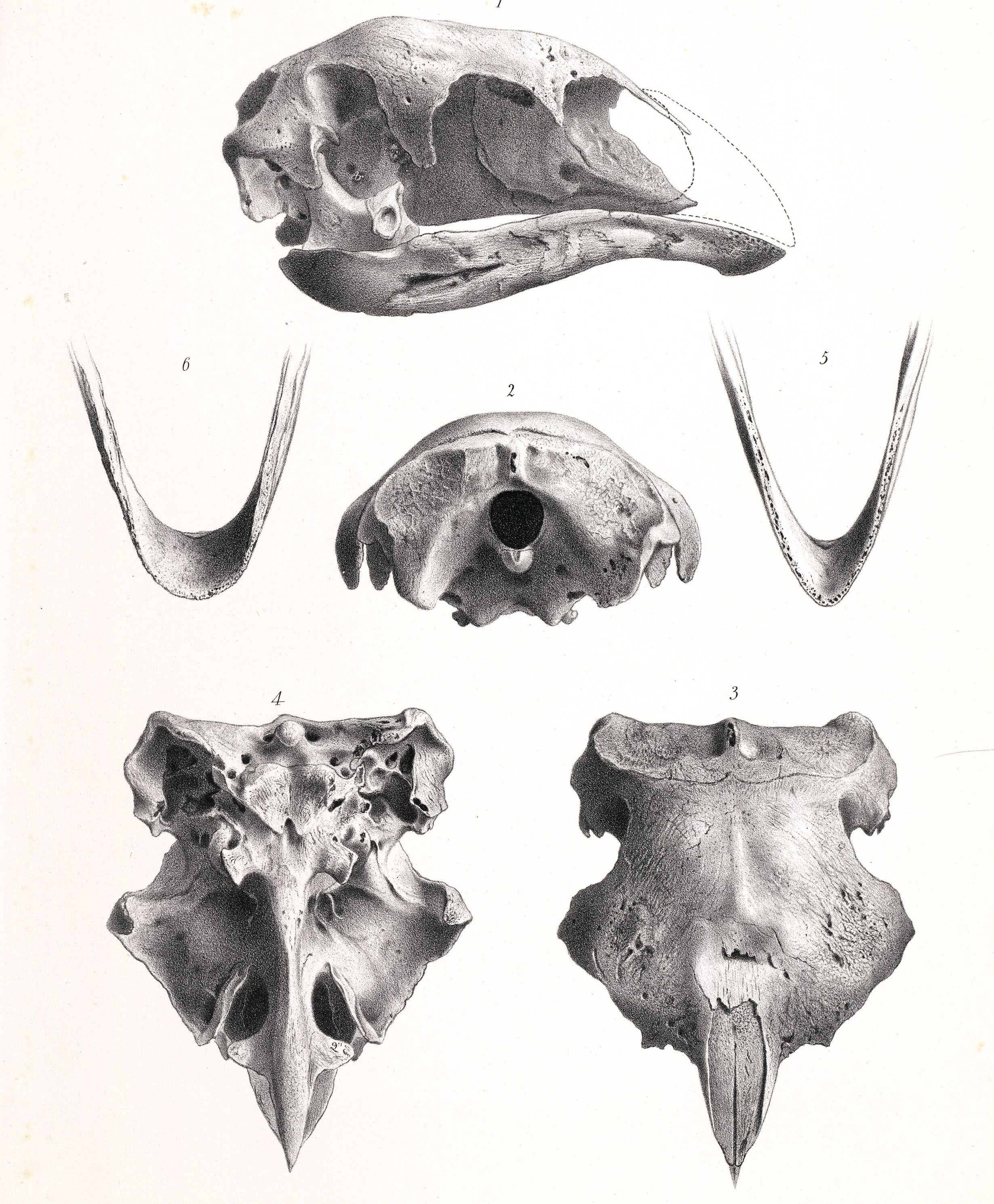